# Diecezja mostarsko-duvnijska
Diecezja mostarsko-duvnijska (łac.: Dioecesis Mandetriensis-Dumnensis o Dalminiensis (-Tribuniensis et Marcanensis, bośn. i chorw.: Mostarsko-duvanjska biskupija) – katolicka diecezja bośniacko-hercegowińska położona w południowo-wschodniej części kraju. Siedziba biskupa znajduje się w katedrze Maryi Matki Kościoła w Mostarze.

## Historia
Na terenie współczesnej Hercegowiny w VII w. założono pierwszą katolicką diecezję ze stolicą w Duvnie. Od połowy XIII w. misję chrystianizacyjną na jej terenie prowadził zakon franciszkanów. Po podboju Bośni i Hercegowiny przez Turków w połowie XV w. rozpoczął się okres prześladowania chrześcijan, w tym katolików, którzy pozbawieni byli swojego biskupa.
Sytuacja zmieniła się dopiero w 2 połowie XIX w. W 1878 r. Bośnia dostała się pod okupację Austro-Węgierską. Papież Leon XIII bullą Ex hac august, z dnia 5 lipca 1881 r. przekształcił dotychczasową diecezję duvnijską w biskupstwo mostarsko-duvnijskie, z siedzibą ordynariusza w Mostarze. Pierwszym biskupem został Paškal Buconjić, który do tej pory pełnił funkcję wikariusza apostolskiego dla katolików mieszkających w Bośni i Hercegowinie. Nowo utworzona diecezja liczyła 27 parafii: Mostar, Široki Brijeg, Ljuti Dolac, Čerin, Gradnići, Gabela, Humac, Veljaci, Klobuk, Rasno, Ružići, Drinovci, Gorica, Posušje, Vir, Raško Polje, Grabovica, Bukovica, Županjac, Šuica, Seonica, Rakitno, Kočerin, Gradac, Goranci, Donja Drežnica i Konjic.
W tym czasie liczne kościoły i klasztory znajdowały się w stanie ruiny. Do tego brakowało młodych księży, szkół, a przede wszystkim funduszy. Biskup Buconjić stanął przed zadaniem znalezienia nowych księży w celu zapewnienia rozwoju diecezji. Dodatkowo 8 lipca 1890 r. został mianowany administratorem apostolskim diecezji Trebinje-Mrkan.
W 1902 r. na terenie biskupstwa istniało 40 parafii, klasztor i dwie szkoły. Diecezję zamieszkiwało około 100 000 wiernych, a działalność duszpasterską prowadziło 70 kapłanów. W 1926 r. liczba ta wzrosła do 46 parafii, trzech klasztorów i sześciu szkół, a liczba księży do 141. W 1937 r. zajmowała obszar 12 229 km² wraz z diecezją Trebnije-Mrkan. Dzielił się on na 8 dekanatów, z 52 parafiami, 50 kościołami, 296 kaplicami.
W czasie II wojny światowej wielu księży oraz wiernych było prześladowanych przez faszystów. Spora ich grupa została zamordowana. Sytuacja nie poprawiła się po zakończeniu wojny i przejęciu władzy przez komunistów.
Kolejne fale prześladowań miały miejsce podczas krwawej wojny domowej w byłej Jugosławii (1991–1992).

## Biskupi
- ordynariusz – bp Petar Palić

## Główne świątynie[2]
- Katedra – Maryi Matki Kościoła w Mostarze
- Konkatedra – Narodzenia Najświętszej Maryi Panny w Trebinje